# Archie McEachern
Archie McEachern (Toronto, 25 de desembre de 1873 - Atlantic City, 13 de maig de 1902) fou un ciclista canadenc que va competir a principis de segle xx i es va especialitzar en les curses de sis dies. Va arribar a tenir gran popularitat, i el 2009 se'l va triar en 9è lloc com a millor ciclista canadenc del tot el segle.
Va morir el 1902 mentre disputava una cursa de mig fons.

## Palmarès
- 1899
  - 2n als Sis dies de Nova York (amb Otto Maya)
- 1900
  - 2n als Sis dies de Nova York (amb Burns Pierce)
- 1901
  - 1r als Sis dies de Nova York (amb Robert Walthour)